# Муро Сайсей Киненкан (музей)
«Му́ро Сайсэ́й Киненка́н» (яп. 室生犀星記念館) — музей в Канадзаве, префектура Исикава, Япония.
Музей основан 1 августа 2002 года и посвящен японскому поэту Муро Сайсэю. Здание музея построено на месте рождения поэта. В музее представлены коллекции его произведений, рукописей и статей.